# Jakkal
Jakkal – produkowany w Południowej Afryce lekki pojazd terenowy przeznaczony dla oddziałów powietrznodesantowych. Mógł być przewożony samolotem transportowym lub podczepiony pod helikopterem i zrzucony na docelowym miejscu. Używany od 1984 roku.
Jakkal był małym, lekkim i zwinnym czterokołowym pojazdem z napędem na wszystkie koła. Załoga składa się z kierowcy i operatora uzbrojenia. Pojazd napędzany silnikiem benzynowym umieszczonym z przodu pojazdu.Mógł  brodzić w wodzie o głębokości 61 cm.
Jakkal był używany w roli pojazdu uzbrojonego w karabin maszynowy i działo bezodrzutowe. Mógł pełnić także rolę ciągnika dla lekkiej wyrzutni niekierowanych pocisków rakietowych lub armaty przeciwlotniczej ZU-23-2. Opracowano także wersję sanitarną tego pojazdu przewożącą jednego rannego na noszach.
Jakkale nie są już produkowane, ale pozostawały na uzbrojeniu armii południowoafrykańskiej przynajmniej do 2002 roku.